# Giải đua ô tô Công thức 1 São Paulo 2023
Giải đua ô tô Công thức 1 São Paulo 2023 (tên chính thức là Formula 1 Rolex Grande Prêmio de São Paulo 2023) là một chặng đua Công thức 1 được tổ chức vào ngày 5 tháng 11 năm 2023 tại trường đua José Carlos Pace, São Paulo, Brasil và là chặng đua thứ 20 của giải đua xe Công thức 1 2023.

## Bối cảnh
Tại giải đua ô tô Công thức 1 São Paulo, cuộc đua sprint thứ sáu và cuối cùng của mùa giải sẽ được tổ chức với tư cách là một phần của sự kiện này. Sprint shootout và cuộc đua sprint sẽ diễn ra vào thứ Bảy. Vòng phân hạng cho cuộc đua chính sẽ diễn ra vào thứ Sáu và cuộc đua chính vào ngày Chủ nhật.

### Bảng xếp hạng trước cuộc đua
Sau giải đua ô tô Công thức 1 Thành phố Mexico, Max Verstappen dẫn đầu bảng xếp hạng các tay đua trước Sergio Pérez (240 điểm) và Lewis Hamilton (220 điểm) với 491 điểm. Tại bảng xếp hạng các đội đua, Red Bull Racing dẫn đầu Mercedes (371 điểm) và Ferrari (349 điểm) với 731 điểm.

### Lựa chọn bộ lốp
Nhà cung cấp lốp xe Pirelli cung cấp các bộ lốp hạng C2, C3 và C4 (được chỉ định lần lượt là cứng, trung bình và mềm) để các đội sử dụng tại sự kiện này.

## Tường thuật

### Buổi tập
Trong buổi tập đầu tiên và duy nhất, Carlos Sainz Jr. lập thời gian nhanh nhất với 1:11,732 phút trước Charles Leclerc và George Russell.

### Vòng phân hạng
Vòng phân hạng dự kiến được tổ chức vào ngày 3 tháng 11 năm 2023 lúc 15:00 giờ địa phương (UTC−3), nhưng đã bị trì hoãn 15 phút do các mảnh vỡ trên đường đua từ chặng đua của giải đua Porsche Carrera Cup Brazil trước đó.
Vòng phân hạng bao gồm ba phần với thời gian tổng cộng là 45 phút. Trong phần đầu tiên (Q1), các tay đua có 18 phút để tiếp tục tham gia phần thứ hai vòng phân hạng. Tất cả các tay đua đạt được thời gian trong phần đầu tiên với thời gian tối đa 107% thời gian nhanh nhất được phép tham gia cuộc đua. 15 tay đua nhanh nhất lọt vào phần tiếp theo. Russell là tay đua nhanh nhất Q1 và sau khi Q1 kết thúc, cả hai tay đua AlphaTauri, cả hai tay đua Alfa Romeo và Logan Sargeant đều bị loại.
Phần thứ hai (Q2) kéo dài 15 phút và mười tay đua nhanh nhất của phần này đi tiếp vào phần thứ ba và cuối cùng của vòng phân hạng (Q3). Leclerc là tay đua nhanh nhất Q2 và sau khi Q2 kết thúc, cả hai tay đua Haas, cả hai tay đua Alpine và Alexander Albon bị loại.
Phần thứ ba (Q3) kéo dài 12 phút, trong đó mười vị trí xuất phát đầu tiên cho cuộc đua chính được xác định sẵn. Verstappen giành vị trí pole với thời gian nhanh nhất là 1:10,727 phút trước Leclerc và Lance Stroll sau khi Q3 bị hoãn và tạm dừng trước bốn phút cuối cùng vì giông tố. Đây là kết quả vòng phân hạng tốt nhất của Stroll kể từ giải đua ô tô Công thức 1 Thổ Nhĩ Kỳ 2020.
Sau khi vòng phân hạng kết thúc, Russell, Pierre Gasly và Esteban Ocon bị tụt hai vị trí do cản trở các tay đua khác ở lối ra làn pit tại Q1.

### Sprint shootout
Sprint shootout bao gồm ba phần với thời gian tổng cộng là 30 phút. Trong phần đầu tiên (SQ1), các tay đua có 12 phút để tiếp tục tham gia phần thứ hai của sprint shootout. 15 tay đua nhanh nhất lọt vào phần tiếp theo. Sainz Jr. là tay đua nhanh nhất SQ1 và sau khi SQ1 kết thúc, Ocon, Stroll, Chu Quán Vũ và cả hai tay đua Williams bị loại.
Phần thứ hai (SQ2) kéo dài 10 phút và mười tay đua nhanh nhất của phần này đi tiếp vào phần thứ ba và cuối cùng của sprint shootout (SQ3). Verstappen là tay đua nhanh nhất SQ2 và sau khi SQ2 kết thúc, cả hai tay đua Haas, Gasly, Bottas và Fernando Alonso bị loại. Alonso không lập được thời gian tại SQ2 do vụ va chạm với Ocon tại SQ1.
Phần thứ ba (SQ3) kéo dài 8 phút, trong đó mười vị trí xuất phát đầu tiên cho cuộc đua sprint được xác định sẵn. Lando Norris giành vị trí pole cho cuộc đua sprint với thời gian nhanh nhất là 1:10,622 phút trước Verstappen và Sergio Pérez.

### Cuộc đua sprint
Verstappen giành chiến thắng cuộc đua sprint trước Norris và Pérez. Anh giành được chiến thắng tại cuộc đua này sau khi vượt qua Norris tại vòng đua đầu tiên mặc dù không xuất phát từ vị trí pole. Các tay đua còn lại ghi điểm trong cuộc đua sprint là Russell, Leclerc, Yuki Tsunoda, Lewis Hamilton và Sainz Jr.

### Cuộc đua chính
Ở vòng đua khởi động, chiếc xe của Leclerc, người xuất phát ở vị trí thứ hai, gặp trục trặc về thủy lực và trượt vào rào chắn. Anh đã không thể tham gia cuộc đua và vị trí xuất phát của anh được bỏ trống.
Sau khi cuộc đua bắt đầu, Verstappen dẫn đầu đoàn đua trong khi cả hai tay đua Aston Martin có một màn xuất phát không tốt khiến họ bị Norris và Hamilton trực tiếp vượt qua. Cùng lúc đó, một vụ va chạm giữa Kevin Magnussen, Nico Hülkenberg và Albon xảy ra, trong đó Magnussen và Albon phải bỏ cuộc. Do các mảnh vỡ trên đường đua và rào chắn bị hư hỏng, chiếc xe an toàn ban đầu được đưa vào đường đua trước khi cuộc đua được gián đoạn thông qua cờ đỏ. Đồng thời, chiếc xe AlphaTauri của Ricciardo bị lốp của Albon đâm vào đuôi xe và Oscar Piastri cũng gặp vấn đề tuơng tự ở đuôi xe.
Cuộc đua được tiếp diễn từ lúc 2:30 chiều giờ địa phuơng. Chiếc xe McLaren của Piastri và chiếc xe AlphaTauri của Ricciardo đã được sửa chữa kịp thời trong giờ nghỉ. Cả hai đều có thể tham gia lại cuộc đua, thế nhưng cả hai phải xuất phát từ làn pit và bị vượt một vòng. Verstappen có thể bảo vệ được vị trí dẫn đầu trước Norris. Phía sau, Alonso đã vượt qua Hamilton để giành vị trí thứ ba. Tại những vòng đua tiếp theo, Verstappen tiếp tục bỏ xa Norris. Như cuộc đua sprint, Hamilton đã phải vật lộn với lốp xe của mình và lần lượt bị Pérez và Sainz Jr. vượt qua.
Sau giai đoạn đổi lốp đầu tiên, các vị trí không thay đổi. Ở các vị trí đầu tiên, Verstappen và Norris đã có thể nới rộng khoảng cách so với phần còn lại của đoàn đua trong khi Pérez đuổi kịp Alonso và Hamilton tiếp tục bị vượt. Ở vòng đua thứ 22, Chu Quán Vũ phải đậu chiếc xe Alfa Romeo của mình trước gara của đội và sau đó phải bỏ cuộc. Bottas cũng phải bỏ cuộc tuơng tự như Chu ở vòng đua thứ 39. Ở vòng đua thứ 57, Russell phải đậu chiếc Mercedes của mình và bỏ cuộc ngay sau đó. Ở những vòng đua cuối cùng, Alonso và Pérez đã tranh nhau để giành vị trí thứ ba. Pérez đã vượt qua Alonso hai vòng đua trước khi kết thúc, nhưng Alonso đã phản công ở vòng đua áp chót và giành lại và bảo vệ vị trí thứ ba. Pérez về đích sau Alonso 0,053 giây và rốt cuộc về đích ở vị trí thứ tư. 
Verstappen giành chiến thắng cuộc đua chính trước Norris và Alonso và đồng thời cũng giành chiến thắng lần thứ 17 trong mùa giải này. Các tay đua còn lại ghi điểm trong cuộc đua này là Stroll, Sainz Jr., Gasly, Hamilton, Tsunoda và Ocon. Đối với Verstappen, đây là lần lên bục trao giải thứ 19 của anh tại chặng đua thứ 20 của mùa giải và anh đã phá kỷ lục năm trước của chính anh. Đây cũng là chiến thắng thứ 52 của anh tại Công thức 1 và với số lượng chiến thắng này, anh đã vượt qua Alain Prost.

## Kết quả

### Vòng phân hạng
| Vị trí                   | Số xe | Tay đua          | Đội đua                      | Q1       | Q2       | Q3                  | Vị trí xuất phát |
| ------------------------ | ----- | ---------------- | ---------------------------- | -------- | -------- | ------------------- | ---------------- |
| 1                        | 1     | Max Verstappen   | Red Bull Racing-Honda RBPT   | 1:10,436 | 1:10,162 | 1:10,727            | 1                |
| 2                        | 16    | Charles Leclerc  | Ferrari                      | 1:10,472 | 1:10,303 | 1:11,021            | 2                |
| 3                        | 18    | Lance Stroll     | Aston Martin Aramco-Mercedes | 1:10,551 | 1:10,375 | 1:11,344            | 3                |
| 4                        | 14    | Fernando Alonso  | Aston Martin Aramco-Mercedes | 1:10,557 | 1:10,237 | 1:11,387            | 4                |
| 5                        | 44    | Lewis Hamilton   | Mercedes                     | 1:10,604 | 1:10,266 | 1:11,469            | 5                |
| 6                        | 63    | George Russell   | Mercedes                     | 1:10,340 | 1:10,316 | 1:11,590            | 81               |
| 7                        | 4     | Lando Norris     | McLaren-Mercedes             | 1:10,623 | 1:10,021 | 1:11,987            | 6                |
| 8                        | 55    | Carlos Sainz Jr. | Ferrari                      | 1:10,624 | 1:10,254 | 1:11,989            | 7                |
| 9                        | 11    | Sergio Pérez     | Red Bull Racing-Honda RBPT   | 1:10,668 | 1:10,219 | 1:12,321            | 9                |
| 10                       | 81    | Oscar Piastri    | McLaren-Mercedes             | 1:10,519 | 1:10,330 | Không lập thời gian | 10               |
| 11                       | 27    | Nico Hülkenberg  | Haas-Ferrari                 | 1:10,475 | 1:10,547 | –                   | 11               |
| 12                       | 31    | Esteban Ocon     | Alpine-Renault               | 1:10,763 | 1:10,562 | –                   | 142              |
| 13                       | 10    | Pierre Gasly     | Alpine-Renault               | 1:10,793 | 1:10,567 | –                   | 153              |
| 14                       | 20    | Kevin Magnussen  | Haas-Ferrari                 | 1:10,602 | 1:10,723 | –                   | 12               |
| 15                       | 23    | Alexander Albon  | Williams-Mercedes            | 1:10,621 | 1:10,840 | –                   | 13               |
| 16                       | 22    | Yuki Tsunoda     | AlphaTauri-Honda RBPT        | 1:10,837 | –        | –                   | 16               |
| 17                       | 3     | Daniel Ricciardo | AlphaTauri-Honda RBPT        | 1:10,843 | –        | –                   | 17               |
| 18                       | 77    | Valtteri Bottas  | Alfa Romeo-Ferrari           | 1:10,955 | –        | –                   | 18               |
| 19                       | 2     | Logan Sargeant   | Williams-Mercedes            | 1:11,035 | –        | –                   | 19               |
| 20                       | 24    | Chu Quán Vũ      | Alfa Romeo-Ferrari           | 1:11,275 | –        | –                   | 20               |
| Thời gian 107%: 1:15,263 |       |                  |                              |          |          |                     |                  |

Chú thích
- ^1  – George Russell bị tụt hai vị trí do cản trở các tay đua khác ở lối ra làn pit tại Q1.[15][16]
- ^2  – Esteban Ocon bị tụt hai vị trí do cản trở các tay đua khác ở lối ra làn pit tại Q1.[15][17]
- ^3  – Pierre Gasly bị tụt hai vị trí do cản trở các tay đua khác ở lối ra làn pit tại Q1.[15][18]

### Sprint shootout
| Vị trí                   | Số xe | Tay đua          | Đội đua                      | SQ1      | SQ2                 | SQ3      | Vị trí xuất phát |
| ------------------------ | ----- | ---------------- | ---------------------------- | -------- | ------------------- | -------- | ---------------- |
| 1                        | 4     | Lando Norris     | McLaren-Mercedes             | 1:11,824 | 1:11,221            | 1:10,622 | 1                |
| 2                        | 1     | Max Verstappen   | Red Bull Racing-Honda RBPT   | 1:11,888 | 1:11,262            | 1:10,683 | 2                |
| 3                        | 11    | Sergio Pérez     | Red Bull Racing-Honda RBPT   | 1:12,218 | 1:11,230            | 1:10,756 | 3                |
| 4                        | 63    | George Russell   | Mercedes                     | 1:11,976 | 1:11,516            | 1:10,857 | 4                |
| 5                        | 44    | Lewis Hamilton   | Mercedes                     | 1:11,870 | 1:11,476            | 1:10,940 | 5                |
| 6                        | 22    | Yuki Tsunoda     | AlphaTauri-Honda RBPT        | 1:12,358 | 1:11,676            | 1:11,019 | 6                |
| 7                        | 16    | Charles Leclerc  | Ferrari                      | 1:12,107 | 1:11,473            | 1:11.077 | 7                |
| 8                        | 3     | Daniel Ricciardo | AlphaTauri-Honda RBPT        | 1:12,175 | 1:11,423            | 1:11,122 | 8                |
| 9                        | 55    | Carlos Sainz Jr. | Ferrari                      | 1:11,796 | 1:11,491            | 1:11,126 | 9                |
| 10                       | 81    | Oscar Piastri    | McLaren-Mercedes             | 1:12,356 | 1:11,648            | 1:11,189 | 10               |
| 11                       | 20    | Kevin Magnussen  | Haas-Ferrari                 | 1:12,058 | 1:11,727            | –        | 11               |
| 12                       | 27    | Nico Hülkenberg  | Haas-Ferrari                 | 1:12,136 | 1:11,752            | –        | 12               |
| 13                       | 10    | Pierre Gasly     | Alpine-Renault               | 1:12,229 | 1:11,822            | –        | 13               |
| 14                       | 77    | Valtteri Bottas  | Alfa Romeo-Ferrari           | 1:12,303 | 1:11,872            | –        | 14               |
| 15                       | 14    | Fernando Alonso  | Aston Martin Aramco-Mercedes | 1:12,224 | Không lập thời gian | –        | 15               |
| 16                       | 31    | Esteban Ocon     | Alpine-Renault               | 1:12,388 | –                   | –        | 16               |
| 17                       | 18    | Lance Stroll     | Aston Martin Aramco-Mercedes | 1:12,482 | –                   | –        | 17               |
| 18                       | 24    | Chu Quán Vũ      | Alfa Romeo-Ferrari           | 1:12,497 | –                   | –        | 18               |
| 19                       | 23    | Alexander Albon  | Williams-Mercedes            | 1:12,525 | –                   | –        | 19               |
| 20                       | 2     | Logan Sargeant   | Williams-Mercedes            | 1:12,615 | –                   | –        | 20               |
| Thời gian 107%: 1:16,821 |       |                  |                              |          |                     |          |                  |

### Cuộc đua sprint
| Vị trí                                                                     | Số xe | Tay đua          | Đội đua                      | Số vòng | Thời gian/ Bỏ cuộc | Vị trí xuất phát | Số điểm |
| -------------------------------------------------------------------------- | ----- | ---------------- | ---------------------------- | ------- | ------------------ | ---------------- | ------- |
| 1                                                                          | 1     | Max Verstappen   | Red Bull Racing-Honda RBPT   | 24      | 30:07,209          | 2                | 8       |
| 2                                                                          | 4     | Lando Norris     | McLaren-Mercedes             | 24      | + 4,287            | 1                | 7       |
| 3                                                                          | 11    | Sergio Pérez     | Red Bull Racing-Honda RBPT   | 24      | + 13,617           | 3                | 6       |
| 4                                                                          | 63    | George Russell   | Mercedes                     | 24      | + 25,879           | 4                | 5       |
| 5                                                                          | 16    | Charles Leclerc  | Ferrari                      | 24      | + 28,560           | 7                | 4       |
| 6                                                                          | 22    | Yuki Tsunoda     | AlphaTauri-Honda RBPT        | 24      | + 29,210           | 6                | 3       |
| 7                                                                          | 44    | Lewis Hamilton   | Mercedes                     | 24      | + 34,726           | 5                | 2       |
| 8                                                                          | 55    | Carlos Sainz Jr. | Ferrari                      | 24      | + 35,106           | 9                | 1       |
| 9                                                                          | 3     | Daniel Ricciardo | AlphaTauri-Honda RBPT        | 24      | + 35,303           | 8                |         |
| 10                                                                         | 81    | Oscar Piastri    | McLaren-Mercedes             | 24      | + 38,219           | 10               |         |
| 11                                                                         | 14    | Fernando Alonso  | Aston Martin Aramco-Mercedes | 24      | + 39,061           | 15               |         |
| 12                                                                         | 18    | Lance Stroll     | Aston Martin Aramco-Mercedes | 24      | + 39,478           | 17               |         |
| 13                                                                         | 10    | Pierre Gasly     | Alpine-Renault               | 24      | + 40,421           | 13               |         |
| 14                                                                         | 31    | Esteban Ocon     | Alpine-Renault               | 24      | + 42,848           | 16               |         |
| 15                                                                         | 23    | Alexander Albon  | Williams-Mercedes            | 24      | + 43,394           | 19               |         |
| 16                                                                         | 20    | Kevin Magnussen  | Haas-Ferrari                 | 24      | + 56,507           | 11               |         |
| 17                                                                         | 24    | Chu Quán Vũ      | Alfa Romeo-Ferrari           | 24      | + 58,723           | 18               |         |
| 18                                                                         | 27    | Nico Hülkenberg  | Haas-Ferrari                 | 24      | + 1:00,330         | 12               |         |
| 19                                                                         | 77    | Valtteri Bottas  | Alfa Romeo-Ferrari           | 24      | + 1:00,749         | 14               |         |
| 20                                                                         | 2     | Logan Sargeant   | Williams-Mercedes            | 24      | + 1:00,945         | 20               |         |
| Vòng đua nhanh nhất: George Russell (Mercedes) – 1:14,422 (vòng đua thứ 2) |       |                  |                              |         |                    |                  |         |

### Cuộc đua chính
| Vị trí                                                                              | Số xe | Tay đua          | Đội đua                      | Số vòng | Thời gian/ Bỏ cuộc | Vị trí xuất phát | Số điểm |
| ----------------------------------------------------------------------------------- | ----- | ---------------- | ---------------------------- | ------- | ------------------ | ---------------- | ------- |
| 1                                                                                   | 1     | Max Verstappen   | Red Bull Racing-Honda RBPT   | 71      | 1:56:48,894        | 1                | 25      |
| 2                                                                                   | 4     | Lando Norris     | McLaren-Mercedes             | 71      | + 8,277            | 6                | 191     |
| 3                                                                                   | 14    | Fernando Alonso  | Aston Martin Aramco-Mercedes | 71      | + 34,155           | 4                | 15      |
| 4                                                                                   | 11    | Sergio Pérez     | Red Bull Racing-Honda RBPT   | 71      | + 34,208           | 9                | 12      |
| 5                                                                                   | 18    | Lance Stroll     | Aston Martin Aramco-Mercedes | 71      | + 40,845           | 3                | 10      |
| 6                                                                                   | 55    | Carlos Sainz Jr. | Ferrari                      | 71      | + 50,188           | 7                | 8       |
| 7                                                                                   | 10    | Pierre Gasly     | Alpine-Renault               | 71      | + 56,093           | 15               | 6       |
| 8                                                                                   | 44    | Lewis Hamilton   | Mercedes                     | 71      | + 1:02,859         | 5                | 4       |
| 9                                                                                   | 22    | Yuki Tsunoda     | AlphaTauri-Honda RBPT        | 71      | + 1:09,880         | 16               | 2       |
| 10                                                                                  | 31    | Esteban Ocon     | Alpine-Renault               | 70      | + 1 vòng           | 14               | 1       |
| 11                                                                                  | 2     | Logan Sargeant   | Williams-Mercedes            | 70      | + 1 vòng           | 19               |         |
| 12                                                                                  | 27    | Nico Hülkenberg  | Haas-Ferrari                 | 70      | + 1 vòng           | 11               |         |
| 13                                                                                  | 3     | Daniel Ricciardo | AlphaTauri-Honda RBPT        | 70      | + 1 vòng           | 17               |         |
| 14                                                                                  | 81    | Oscar Piastri    | McLaren-Mercedes             | 69      | + 2 vòng           | 10               |         |
| Bỏ cuộc                                                                             | 63    | George Russell   | Mercedes                     | 57      | Nhiệt độ dầu       | 8                |         |
| Bỏ cuộc                                                                             | 77    | Valtteri Bottas  | Alfa Romeo-Ferrari           | 39      | Thủy lực           | 18               |         |
| Bỏ cuộc                                                                             | 24    | Chu Quán Vũ      | Alfa Romeo-Ferrari           | 22      | Động cơ            | 20               |         |
| Bỏ cuộc                                                                             | 20    | Kevin Magnussen  | Haas-Ferrari                 | 0       | Va chạm            | 12               |         |
| Bỏ cuộc                                                                             | 23    | Alexander Albon  | Williams-Mercedes            | 0       | Va chạm            | 13               |         |
| Không xuất phát                                                                     | 16    | Charles Leclerc  | Ferrari                      | –       | Thủy lực           | –2               |         |
| Vòng đua nhanh nhất: Lando Norris (McLaren-Mercedes) – 1:12,486 (vòng đua thứ 61)   |       |                  |                              |         |                    |                  |         |
| Tay đua xuất sắc nhất cuộc đua: Lando Norris (McLaren-Mercedes), 26,1% số phiếu bầu |       |                  |                              |         |                    |                  |         |

Chú thích
- ^1  – Bao gồm một điểm cho vòng đua nhanh nhất.[20]
- ^2  – Charles Leclerc không xuất phát do xe của anh gặp vấn đề về thủy lực. Vị trí xuất phát của anh được bỏ trống.[21]

## Bảng xếp hạng sau cuộc đua

### Bảng xếp hạng các tay đua
| Vị trí | Tay đua          | Đội đua                      | Số điểm | Thay đổi vị trí |
| ------ | ---------------- | ---------------------------- | ------- | --------------- |
| 1      | Max Verstappen*  | Red Bull Racing-Honda RBPT*  | 524     | +/-0            |
| 2      | Sergio Pérez     | Red Bull Racing-Honda RBPT   | 258     | +/-0            |
| 3      | Lewis Hamilton   | Mercedes                     | 226     | +/-0            |
| 4      | Fernando Alonso  | Aston Martin Aramco-Mercedes | 198     | 1               |
| 5      | Lando Norris     | McLaren-Mercedes             | 195     | 1               |
| 6      | Carlos Sainz Jr. | Ferrari                      | 192     | 1               |
| 7      | Charles Leclerc  | Ferrari                      | 170     | +/-0            |
| 8      | George Russell   | Mercedes                     | 156     | +/-0            |
| 9      | Oscar Piastri    | McLaren-Mercedes             | 87      | +/-0            |
| 10     | Lance Stroll     | Aston Martin Aramco-Mercedes | 63      | +/-0            |

- Lưu ý: Chỉ có mười vị trí đứng đầu được liệt kê trong bảng xếp hạng này.
- Các tay đua/đội đua được in đậm và đánh dấu hoa thị là nhà vô địch Giải đua xe Công thức 1 2023.

### Bảng xếp hạng các đội đua
| Vị trí | Đội đua                      | Số điểm | Thay đổi vị trí |
| ------ | ---------------------------- | ------- | --------------- |
| 1      | Red Bull Racing-Honda RBPT   | 782     | +/-0            |
| 2      | Mercedes                     | 382     | +/-0            |
| 3      | Ferrari                      | 362     | +/-0            |
| 4      | McLaren-Mercedes             | 282     | +/-0            |
| 5      | Aston Martin Aramco-Mercedes | 261     | +/-0            |
| 6      | Alpine-Renault               | 108     | +/-0            |
| 7      | Williams-Mercedes            | 28      | +/-0            |
| 8      | AlphaTauri-Honda RBPT        | 21      | +/-0            |
| 9      | Alfa Romeo-Ferrari           | 16      | +/-0            |
| 10     | Haas-Ferrari                 | 12      | +/-0            |